# Mathieu Jaton
Mathieu Jaton (né le 12 juin 1975 à Vevey, canton de Vaud) est un manager culturel suisse et directeur du Montreux Jazz Festival depuis 2013.

## Biographie

### Enfance, formation et débuts
Mathieu Jaton a grandi à Vevey dans une famille de mélomanes qui entretenait des contacts intensifs avec la scène musicale classique. Son père était un pianiste amateur passionné et sa sœur a suivi des cours de piano au conservatoire pendant de nombreuses années. Dès l'âge de six ans, Mathieu Jaton a suivi des cours de guitare classique, qu'il qualifiera plus tard de "cauchemar". À l'adolescence, il s'est essayé à copier David Gilmour. 
Avec des amis, il a formé un groupe dans lequel il était chanteur et guitariste, s'inspirant de musiciens et de groupes qui passaient du jazz au rock fusion. C'est à cette époque qu'il a eu, à 16 ans, son premier contact avec Claude Nobs, le fondateur du Montreux Jazz Festival. À la demande de ce dernier, il a fait des petits boulots dans l'environnement du festival, notamment en organisant pendant six ans les réceptions des artistes au chalet Le Picotin à Caux.
À partir de 1995, Mathieu Jaton a suivi une formation à l'École hôtelière de Lausanne, dont il est sorti diplômé en 1999. Il a ensuite été engagé par le Montreux Jazz Festival en tant que directeur du département marketing et sponsoring. 
Claude Nobs se considérait comme un mentor pour Mathieu Jaton. En 2001, sur recommandation de Claude Nobs, qui souhaitait délibérément régler sa succession à la tête du festival, il a été nommé secrétaire général par le conseil de fondation du festival.
Pendant les douze années suivantes, jusqu'au décès de Claude Nobs en 2013, Mathieu Jaton a été préparé au poste de directeur du festival. Durant cette période, Mathieu Jaton a été particulièrement impliqué dans l'organisation du festival. Il a développé le concept des Montreux Jazz Café dans différents endroits du monde, le premier du genre a ouvert à l'aéroport de Genève.

### Carrière
Au cours des dernières années, Mathieu Jaton a posé ses propres jalons en tant que directeur du festival et a développé des formats de festival tels que le Lab et la House of Jazz. Une forte concurrence, comme les manifestations de football et d'autres événements de festivals culturels, ainsi que l'absence croissante de grands noms du jazz, obligent à faire preuve de créativité pour contrer cette tendance. "Nous devons créer de nouvelles légendes".
Il dirige le Montreux Jazz Festival avec une équipe rapprochée de 30 collaborateurs à l'année et près de 2500 pendant l'évènement et un budget d'environ 25 millions de francs par édition.

## À écouter

### Émission de radio
- Witold Langlois, "Mathieu Jaton", Mon bel été en Suisse, RTS Première, 2025